# Johann Bayer

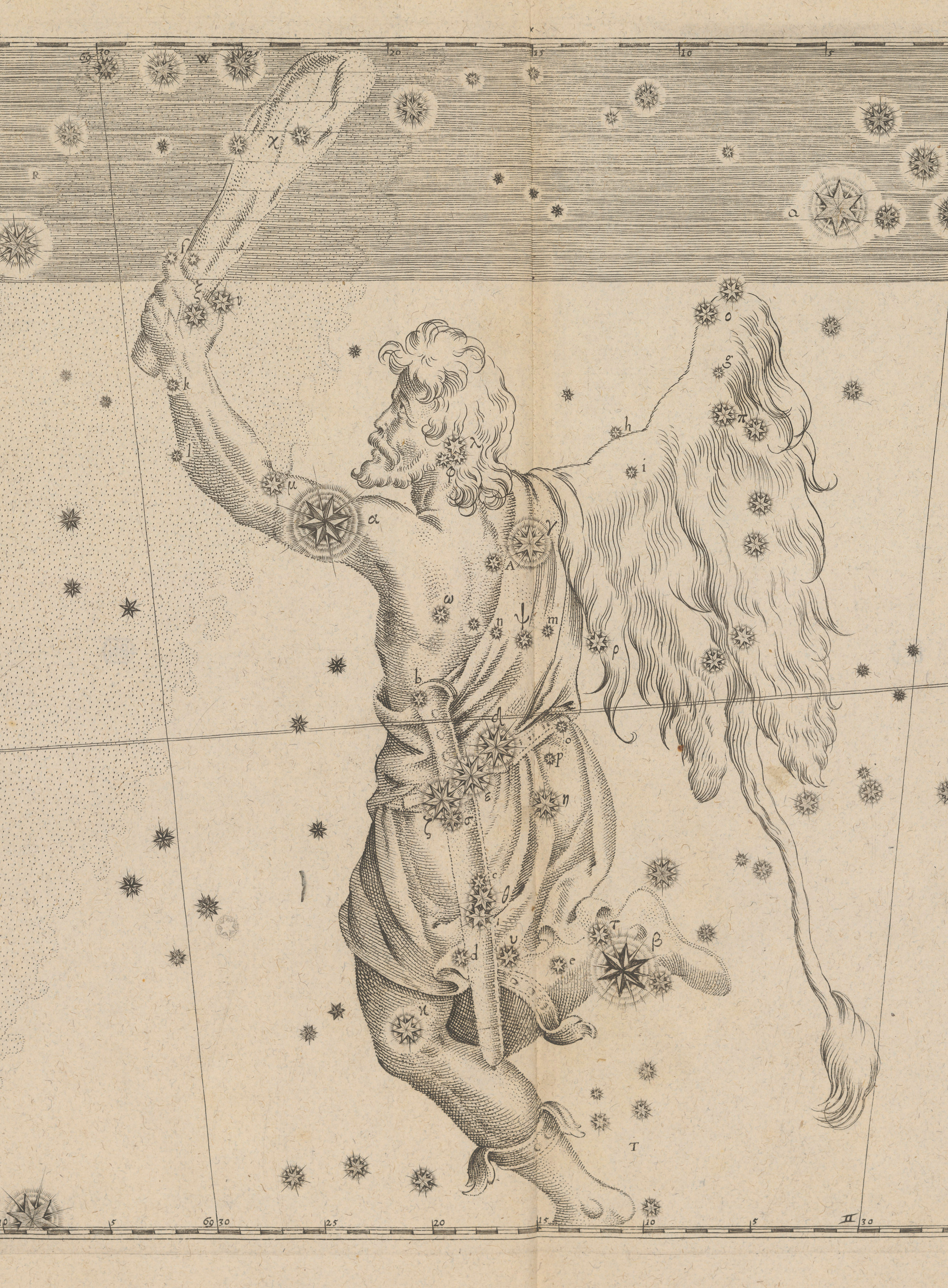
Constelaţia Orion, așa cum este prezentată în Uranometria

Johann Bayer (n. 1572, Rain, Bavaria, Germania – d. 7 martie 1625, Augsburg, Sfântul Imperiu Roman) a fost un magistrat german pasionat de astronomie, autorul unui atlas stelar renumit, Uranometria. A studiat la Ingolstadt, Augsburg.

## Biografie
Marea lucrare a lui Johann Bayer a fost atlasul astronomic Uranometria, editat la Augsburg în 1603, și care a fost primul atlas care a acoperit în întregime sfera cerească.
Conține 51 de hărți siderale: câte una pentru fiecare din cele 48 de constelații ale lui Ptolemeu, una pentru cerul sudic și care nu era cunoscut de Ptolemeu, precum și două planisfere. A fost reprodus în 1627 sub titlul de Coelum stellarum christianum.
Pentru hărțile sale ale constelațiilor, Bayer a folosit observațiile cele mai moderne ale epocii sale, cele ale marelui astronom danez Tycho Brahe.
Pentru harta sa a cerului austral, el s-a folosit de însemnările a doi navigatori olandezi, Pieter Dirkszoon Keyser și Frederick de Houtman.
Uranometria a introdus  denumirile Bayer, care  mai sunt folosite și în prezent, cât și unele din constelațiile moderne.
Nomenclatura propusă de Bayer permite o mare simplificare a clasificării stelelor. A imaginat, într-adevăr, să se desemneze stelele unei aceleiași constelații folosind literele alfabetului grec: alpha pentru steaua cea mai luminoasă, beta pentru a doua cea mai luminoasă, și așa mai departe. Dacă o constelație avea peste 24 de stele (numărul literelor din alfabetul grec), el utiliza apoi literele alfabetului latin.

## Omagieri
Craterul Bayer de pe Lună a primit numele în onoarea sa.